# Wakkaboungo Siratare
Wakkaboungo Siratare (ou Wakaboungo Siratare, Wakabongou I, Ouka Bongou I) est une localité du Cameroun située dans l'arrondissement de Bogo, le département du Diamaré et la région de l’Extrême-Nord. Elle fait partie du lawanat de Wouro Messere.

## Population
En 1975, la localité comptait 191 habitants, dont 189 Kanouri et 2 Massa.
Lors du recensement de 2005, on y a dénombré 424 personnes.